# Alan Kelly (scheidsrechter)
Alan Kelly (Cork, 9 april 1975) is een voetbalscheidsrechter uit Ierland. Hij fluit sinds 2002 op het hoogste niveau in Europa.

## Interlands
| Datum      | Wedstrijd                | Uitslag | Competitie        | Kreeg geel | Kreeg voor de tweede keer geel en dus rood | Weggestuurd |
| ---------- | ------------------------ | ------- | ----------------- | ---------- | ------------------------------------------ | ----------- |
| 05-06-2004 | Zweden – Polen           | 3 – 1   | Vriendschappelijk | 1          | 0                                          | 0           |
| 04-09-2004 | Estland – Luxemburg      | 4 – 0   | WK-kwalificatie   | 3          | 0                                          | 1           |
| 31-05-2006 | Frankrijk – Denemarken   | 2 – 0   | Vriendschappelijk | 2          | 0                                          | 0           |
| 01-09-2006 | Denemarken – Portugal    | 4 – 2   | Vriendschappelijk | 0          | 0                                          | 0           |
| 07-10-2006 | Letland – IJsland        | 4 – 0   | EK-kwalificatie   | 3          | 0                                          | 0           |
| 24-05-2008 | Zwitserland – Slowakije  | 2 – 0   | Vriendschappelijk | 2          | 0                                          | 0           |
| 06-09-2008 | Roemenië – Litouwen      | 0 – 3   | WK-kwalificatie   | 6          | 0                                          | 0           |
| 12-09-2009 | Azerbeidzjan – Duitsland | 0 – 2   | WK-kwalificatie   | 4          | 0                                          | 0           |
| 14-10-2009 | Portugal – Malta         | 4 – 0   | WK-kwalificatie   | 4          | 0                                          | 0           |
| 14-11-2009 | Spanje – Argentinië      | 2 – 1   | Vriendschappelijk | 7          | 0                                          | 0           |
| 11-08-2010 | Denemarken – Duitsland   | 2 – 2   | Vriendschappelijk | 1          | 0                                          | 0           |
| 12-10-2010 | Finland – Hongarije      | 1 – 2   | EK-kwalificatie   | 3          | 0                                          | 0           |
| 29-03-2011 | Frankrijk – Kroatië      | 0 – 0   | Vriendschappelijk | 6          | 0                                          | 0           |
| 27-05-2011 | Wales – Noord-Ierland    | 2 – 0   | Vriendschappelijk | 1          | 0                                          | 0           |
| 04-06-2011 | Letland – Israël         | 1 – 2   | EK-kwalificatie   | 4          | 0                                          | 0           |
| 07-10-2011 | Roemenië – Wit-Rusland   | 2 – 2   | EK-kwalificatie   | 4          | 0                                          | 0           |
| 15-06-2012 | Noorwegen – Griekenland  | 2 – 3   | Vriendschappelijk | 2          | 0                                          | 0           |